# Lista de municípios de São Paulo por área (1953)

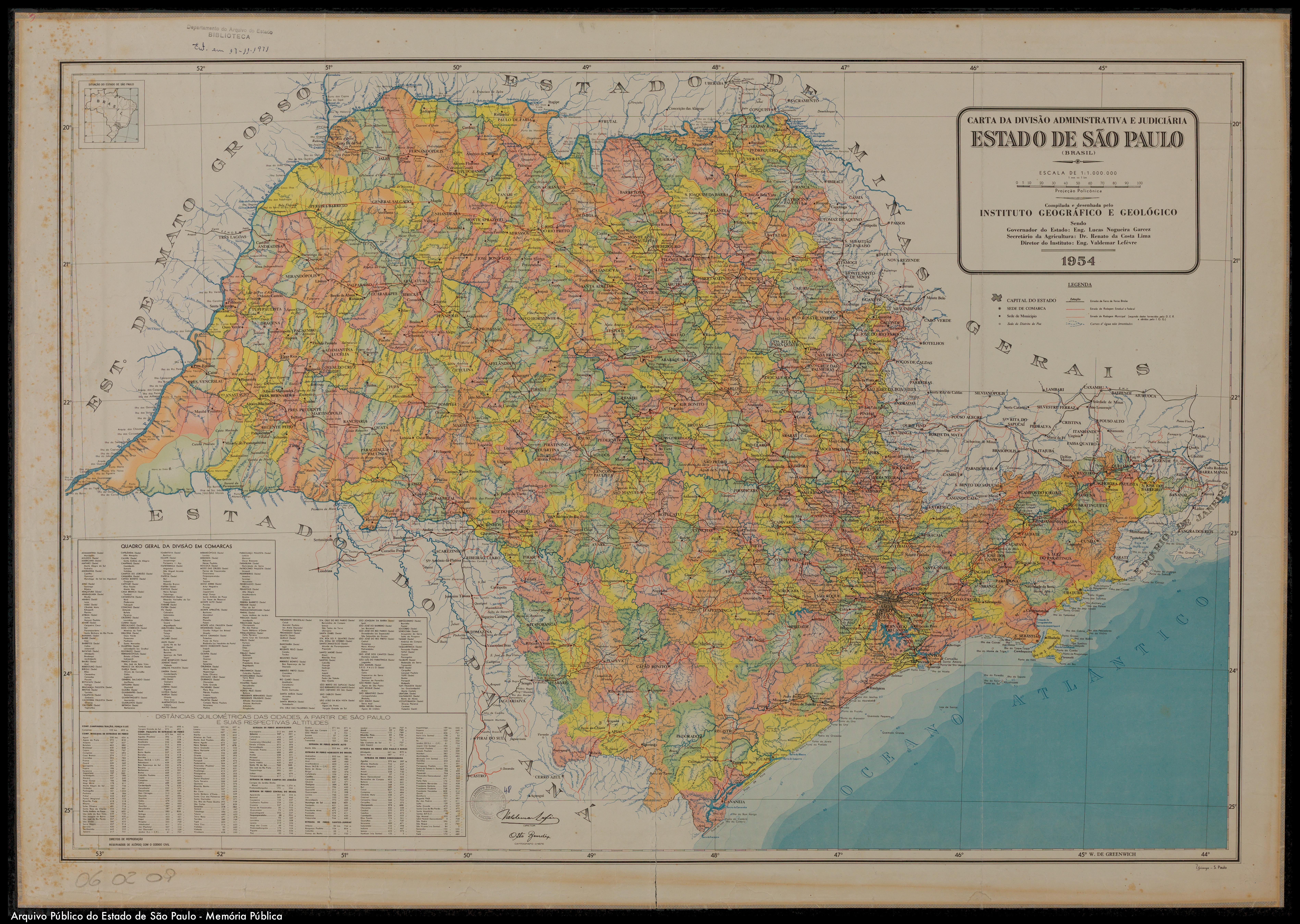
Mapa do estado de São Paulo (1953).

Esta é a divisão territorial administrativa do estado de São Paulo vigente no período entre 1954-1959, incluindo a área territorial dos municípios, com os topônimos da época. O estado de São Paulo possuía 369 municípios até 1953 e passou a contar com 435 municípios em 1954, quando foram instalados os municípios e distritos criados através da Lei nº 2.456 de 30 de dezembro de 1953.
|      | Nome                                              | Área (km2) |
| ---- | ------------------------------------------------- | ---------- |
| 1º   | Pereira Barreto                                   | 3125,0     |
|      | Bela Floresta (Pereira Barreto)                   |            |
|      | Sud Mennucci (Pereira Barreto)                    |            |
| 2º   | Presidente Epitácio                               | 3110,0     |
| 3º   | Araçatuba                                         | 2535,0     |
|      | Major Prado (Araçatuba)                           |            |
| 4º   | Itapeva                                           | 2431,0     |
|      | Campina do Veado (Itapeva)                        |            |
|      | Guarizinho (Itapeva)                              |            |
| 5º   | Barretos                                          | 2295,0     |
|      | Alberto Moreira (Barretos)                        |            |
|      | Colômbia (Barretos)                               |            |
|      | Ibitu (Barretos)                                  |            |
| 6º   | Iporanga                                          | 2271,0     |
|      | Barra do Turvo (Iporanga)                         |            |
| 7º   | Mirante do Paranapanema                           | 2219,0     |
|      | Costa Machado (Mirante do Paranapanema)           |            |
|      | Cuiabá Paulista (Mirante do Paranapanema)         |            |
| 8º   | Jales                                             | 2111,0     |
|      | Dolcinópolis (Jales)                              |            |
|      | Palmeira d'Oeste (Jales)                          |            |
|      | Pontalinda (Jales)                                |            |
|      | Santa Albertina (Jales)                           |            |
|      | Urânia (Jales)                                    |            |
|      | Vitória Brasil (Jales)                            |            |
| 9º   | Iguape                                            | 2080,0     |
| 10º  | Capão Bonito                                      | 1992,0     |
| 11º  | Itapetininga                                      | 1938,0     |
|      | Alambari (Itapetininga)                           |            |
|      | Gramadinho (Itapetininga)                         |            |
|      | Morro do Alto (Itapetininga)                      |            |
| 12º  | Araraquara                                        | 1778,0     |
|      | Américo Brasiliense (Araraquara)                  |            |
|      | Bueno de Andrada (Araraquara)                     |            |
|      | Gavião Peixoto (Araraquara)                       |            |
|      | Motuca (Araraquara)                               |            |
|      | Santa Lúcia (Araraquara)                          |            |
| 13º  | Fernandópolis                                     | 1750,0     |
|      | Guarani d'Oeste (Fernandópolis)                   |            |
|      | Macedônia (Fernandópolis)                         |            |
|      | Meridiano (Fernandópolis)                         |            |
|      | Pedranópolis (Fernandópolis)                      |            |
| 14º  | Eldorado                                          | 1726,0     |
|      | Braço (Eldorado)                                  |            |
|      | Itapeúna (Eldorado)                               |            |
| 15º  | Botucatú                                          | 1711,0     |
|      | Pardinho (Botucatú)                               |            |
|      | Porto Martins (Botucatú)                          |            |
|      | Vitoriana (Botucatú)                              |            |
| 16º  | Registro                                          | 1683,0     |
|      | Sete Barras (Registro)                            |            |
| 17º  | Rancharia                                         | 1638,0     |
|      | Agissê (Rancharia)                                |            |
|      | Gardênia (Rancharia)                              |            |
| 18º  | Apiaí                                             | 1589,0     |
|      | Araçaíba (Apiaí)                                  |            |
|      | Barra do Chapéu (Apiaí)                           |            |
|      | Itaóca (Apiaí)                                    |            |
| 19º  | São Paulo                                         | 1587,0     |
|      | Guaianazes (São Paulo)                            |            |
|      | Itaquera (São Paulo)                              |            |
|      | Jaraguá (São Paulo)                               |            |
|      | Parelheiros (São Paulo)                           |            |
|      | Perus (São Paulo)                                 |            |
|      | São Miguel Paulista (São Paulo)                   |            |
| 20º  | Franca                                            | 1496,0     |
|      | Guapuã (Franca)                                   |            |
|      | Jeriquara (Franca)                                |            |
|      | Restinga (Franca)                                 |            |
|      | Ribeirão Corrente (Franca)                        |            |
| 21º  | Marília                                           | 1469,0     |
|      | Amadeu Amaral (Marília)                           |            |
|      | Avencas (Marília)                                 |            |
|      | Dirceu (Marília)                                  |            |
|      | Lácio (Marília)                                   |            |
|      | Ocauçu (Marília)                                  |            |
|      | Padre Nóbrega (Marília)                           |            |
|      | Rosália (Marília)                                 |            |
| 22º  | Avaré                                             | 1462,0     |
|      | Arandu (Avaré)                                    |            |
| 23º  | Piracicaba                                        | 1452,0     |
|      | Artemis (Piracicaba)                              |            |
|      | Ibitiruna (Piracicaba)                            |            |
|      | Saltinho (Piracicaba)                             |            |
|      | Tupi (Piracicaba)                                 |            |
| 24º  | Presidente Bernardes                              | 1436,0     |
|      | Araxãs (Presidente Bernardes)                     |            |
|      | Emilianópolis (Presidente Bernardes)              |            |
|      | Nova Pátria (Presidente Bernardes)                |            |
|      | Sandovalina (Presidente Bernardes)                |            |
| 25º  | Piedade                                           | 1410,0     |
|      | Tapiraí (Piedade)                                 |            |
| 26º  | Morro Agudo                                       | 1372,0     |
| 27º  | Cananéia                                          | 1358,0     |
|      | Ariri (Cananéia)                                  |            |
| 28º  | Cunha                                             | 1333,0     |
|      | Campos de Cunha (Cunha)                           |            |
| 29º  | Santa Cruz do Rio Pardo                           | 1325,0     |
|      | Caporanga (Santa Cruz do Rio Pardo)               |            |
|      | Clarínia (Santa Cruz do Rio Pardo)                |            |
|      | Espírito Santo do Turvo (Santa Cruz do Rio Pardo) |            |
|      | Sodrélia (Santa Cruz do Rio Pardo)                |            |
| 30º  | Pirapozinho                                       | 1306,0     |
|      | Estrela do Norte (Pirapozinho)                    |            |
|      | Itororó do Paranapanema (Pirapozinho)             |            |
|      | Narandiba (Pirapozinho)                           |            |
|      | Tarabai (Pirapozinho)                             |            |
| 31º  | Andradina                                         | 1288,0     |
|      | Nova Independência (Andradina)                    |            |
| 32º  | Guaíra                                            | 1241,0     |
| 33º  | São Simão                                         | 1240,0     |
|      | Luís Antônio (São Simão)                          |            |
| 34º  | Novo Horizonte                                    | 1218,0     |
|      | Sales (Novo Horizonte)                            |            |
|      | Vale Formoso (Novo Horizonte)                     |            |
| 35º  | Buri                                              | 1213,0     |
|      | Aracaçu (Buri)                                    |            |
| 36º  | Angatuba                                          | 1211,0     |
| 37º  | Agudos                                            | 1209,0     |
|      | Domélia (Agudos)                                  |            |
|      | Paulistânia (Agudos)                              |            |
| 38º  | Martinópolis                                      | 1207,0     |
|      | Guachos (Martinópolis)                            |            |
|      | Teçaindá (Martinópolis)                           |            |
| 39º  | Itaí                                              | 1205,0     |
| 40º  | Tupã                                              | 1200,0     |
|      | Arco-Íris (Tupã)                                  |            |
|      | Iacri (Tupã)                                      |            |
|      | Parnaso (Tupã)                                    |            |
|      | Varpa (Tupã)                                      |            |
| 41º  | Itararé                                           | 1194,0     |
| 42º  | Olímpia                                           | 1183,0     |
|      | Altair (Olímpia)                                  |            |
|      | Baguaçu (Olímpia)                                 |            |
|      | Ribeiro dos Santos (Olímpia)                      |            |
| 43º  | Santa Fé do Sul                                   | 1171,0     |
|      | Rubinéia (Santa Fé do Sul)                        |            |
|      | Santa Clara d'Oeste (Santa Fé do Sul)             |            |
|      | Santa Rita d'Oeste (Santa Fé do Sul)              |            |
|      | Santana da Ponte Pensa (Santa Fé do Sul)          |            |
|      | Três Fronteiras (Santa Fé do Sul)                 |            |
| 44º  | Lençóis Paulista                                  | 1156,0     |
|      | Alfredo Guedes (Lençóis Paulista)                 |            |
|      | Borebi (Lençóis Paulista)                         |            |
| 45º  | Ribeirão Preto                                    | 1150,0     |
|      | Bonfim Paulista (Ribeirão Preto)                  |            |
|      | Dumont (Ribeirão Preto)                           |            |
|      | Guatapará (Ribeirão Preto)                        |            |
| 46º  | São José dos Campos                               | 1142,0     |
|      | Eugênio de Melo (São José dos Campos)             |            |
|      | São Francisco Xavier (São José dos Campos)        |            |
| 47º  | Mogi das Cruzes                                   | 1139,0     |
|      | Biritiba Mirim (Mogi das Cruzes)                  |            |
|      | Brás Cubas (Mogi das Cruzes)                      |            |
|      | Jundiapeba (Mogi das Cruzes)                      |            |
|      | Sabaúna (Mogi das Cruzes)                         |            |
|      | Taiaçupeba (Mogi das Cruzes)                      |            |
| 48º  | São Carlos                                        | 1132,0     |
|      | Água Vermelha (São Carlos)                        |            |
|      | Santa Eudóxia (São Carlos)                        |            |
| 49º  | Paulo de Faria                                    | 1118,0     |
|      | Orindiúva (Paulo de Faria)                        |            |
| 50º  | Itapecerica da Serra                              | 1115,0     |
|      | Embu (Itapecerica da Serra)                       |            |
|      | Embu-Guaçu (Itapecerica da Serra)                 |            |
|      | Juquitiba (Itapecerica da Serra)                  |            |
|      | São Lourenço da Serra (Itapecerica da Serra)      |            |
|      | Taboão da Serra (Itapecerica da Serra)            |            |
| 51º  | Ibiúna                                            | 1093,0     |
| 52º  | Bragança Paulista                                 | 1071,0     |
|      | Pedra Bela (Bragança Paulista)                    |            |
|      | Pinhalzinho (Bragança Paulista)                   |            |
|      | Tuiuti (Bragança Paulista)                        |            |
|      | Vargem (Bragança Paulista)                        |            |
| 53º  | Brotas                                            | 1062,0     |
|      | Varjão (Brotas)                                   |            |
| 54º  | Itaberá                                           | 1050,0     |
| 55º  | Campinas                                          | 1047,0     |
|      | Barão Geraldo (Campinas)                          |            |
|      | Paulínia (Campinas)                               |            |
|      | Souzas (Campinas)                                 |            |
| 56º  | Castilho                                          | 1047,0     |
| 57º  | Jacupiranga                                       | 1045,0     |
|      | Cajati (Jacupiranga)                              |            |
| 58º  | Paraguaçu Paulista                                | 1041,0     |
|      | Borá (Paraguaçu Paulista)                         |            |
|      | Conceição do Monte Alegre (Paraguaçu Paulista)    |            |
|      | Sapezal (Paraguaçu Paulista)                      |            |
| 59º  | Pompéia                                           | 1041,0     |
|      | Novo Cravinhos (Pompéia)                          |            |
|      | Paulópolis (Pompéia)                              |            |
|      | Queiroz (Pompéia)                                 |            |
| 60º  | Itanhaém                                          | 1039,0     |
|      | Mongaguá (Itanhaém)                               |            |
| 61º  | José Bonifácio                                    | 1035,0     |
|      | Ubarana (José Bonifácio)                          |            |
| 62º  | Cajurú                                            | 1009,0     |
|      | Cássia dos Coqueiros (Cajurú)                     |            |
|      | Cruz da Esperança (Cajurú)                        |            |
| 63º  | Casa Branca                                       | 1009,0     |
|      | Itobi (Casa Branca)                               |            |
|      | Lagoa Branca (Casa Branca)                        |            |
| 64º  | Mirandópolis                                      | 1002,0     |
|      | Amandaba (Mirandópolis)                           |            |
|      | Roteiro (Mirandópolis)                            |            |
| 65º  | Pirajú                                            | 1001,0     |
|      | Sarutaiá (Pirajú)                                 |            |
|      | Tejupá (Pirajú)                                   |            |
| 66º  | Itápolis                                          | 999,0      |
|      | Nova América (Itápolis)                           |            |
|      | Tapinas (Itápolis)                                |            |
| 67º  | Iepê                                              | 983,0      |
|      | Nantes (Iepê)                                     |            |
| 68º  | Miracatu                                          | 982,0      |
|      | Pedro Barros (Miracatu)                           |            |
| 69º  | Itaporanga                                        | 973,0      |
|      | Barão de Antonina (Itaporanga)                    |            |
|      | Coronel Macedo (Itaporanga)                       |            |
| 70º  | Quatá                                             | 973,0      |
|      | João Ramalho (Quatá)                              |            |
| 71º  | Estrela d'Oeste                                   | 972,0      |
|      | Populina (Estrela d'Oeste)                        |            |
| 72º  | São Miguel Arcanjo                                | 965,0      |
| 73º  | Marabá Paulista                                   | 962,0      |
| 74º  | Itatinga                                          | 945,0      |
|      | Lobo (Itatinga)                                   |            |
| 75º  | Altinópolis                                       | 936,0      |
| 76º  | São Manuel                                        | 935,0      |
|      | Água da Rosa (São Manuel)                         |            |
|      | Areiópolis (São Manuel)                           |            |
|      | Pratânia (São Manuel)                             |            |
| 77º  | Mogi Guaçu                                        | 929,0      |
| 78º  | Maracaí                                           | 927,0      |
|      | Cruzália (Maracaí)                                |            |
| 79º  | Cafelândia                                        | 922,0      |
|      | Bacuriti (Cafelândia)                             |            |
|      | Cafesópolis (Cafelândia)                          |            |
|      | Simões (Cafelândia)                               |            |
| 80º  | General Salgado                                   | 909,0      |
|      | Japiúba (General Salgado)                         |            |
|      | São João de Iracema (General Salgado)             |            |
| 81º  | Tatuí                                             | 905,0      |
|      | Cesário Lange (Tatuí)                             |            |
|      | Quadra (Tatuí)                                    |            |
| 82º  | Guararapes                                        | 886,0      |
|      | Ribeiro do Vale (Guararapes)                      |            |
| 83º  | Paranapanema                                      | 885,0      |
| 84º  | São Pedro                                         | 862,0      |
|      | Santa Maria da Serra (São Pedro)                  |            |
| 85º  | Juquiá                                            | 861,0      |
| 86º  | Natividade da Serra                               | 848,0      |
|      | Bairro Alto (Natividade da Serra)                 |            |
| 87º  | Mococa                                            | 845,0      |
|      | Igaraí (Mococa)                                   |            |
|      | São Benedito das Areias (Mococa)                  |            |
| 88º  | Batatais                                          | 838,0      |
| 89º  | Cardoso                                           | 838,0      |
| 90º  | Santa Bárbara do Rio Pardo                        | 814,0      |
|      | Iaras (Santa Bárbara do Rio Pardo)                |            |
| 91º  | Ribeira                                           | 808,0      |
|      | Itapirapuã (Ribeira)                              |            |
| 92º  | Miguelópolis                                      | 800,0      |
| 93º  | Pirajuí                                           | 800,0      |
|      | Corredeira (Pirajuí)                              |            |
|      | Pradínia (Pirajuí)                                |            |
|      | Santo Antônio da Estiva (Pirajuí)                 |            |
| 94º  | Ribeirão Branco                                   | 788,0      |
| 95º  | Promissão                                         | 784,0      |
|      | Santa Maria do Gurupá (Promissão)                 |            |
| 96º  | São Pedro do Turvo                                | 782,0      |
| 97º  | Guaratinguetá                                     | 779,0      |
| 98º  | Taquaritinga                                      | 774,0      |
|      | Cândido Rodrigues (Taquaritinga)                  |            |
|      | Guariroba (Taquaritinga)                          |            |
|      | Jurupema (Taquaritinga)                           |            |
|      | Santa Ernestina (Taquaritinga)                    |            |
| 99º  | Presidente Venceslau                              | 769,0      |
| 100º | Jundiaí                                           | 768,0      |
|      | Campo Limpo (Jundiaí)                             |            |
|      | Itupeva (Jundiaí)                                 |            |
|      | Secundino Veiga (Jundiaí)                         |            |
| 101º | Tanabi                                            | 768,0      |
|      | Ibiporanga (Tanabi)                               |            |
| 102º | Pederneiras                                       | 765,0      |
|      | Guaianás (Pederneiras)                            |            |
|      | Santelmo (Pederneiras)                            |            |
|      | Vanglória (Pederneiras)                           |            |
| 103º | Bananal                                           | 763,0      |
|      | Arapeí (Bananal)                                  |            |
| 104º | São Roque                                         | 757,0      |
|      | Araçariguama (São Roque)                          |            |
|      | Mairinque (São Roque)                             |            |
|      | São João Novo (São Roque)                         |            |
| 105º | Nova Granada                                      | 750,0      |
|      | Ingás (Nova Granada)                              |            |
|      | Mangaratú (Nova Granada)                          |            |
|      | Onda Branca (Nova Granada)                        |            |
|      | Onda Verde (Nova Granada)                         |            |
| 106º | Valparaíso                                        | 750,0      |
| 107º | Santos                                            | 749,0      |
|      | Bertioga (Santos)                                 |            |
| 108º | Ituverava                                         | 746,0      |
|      | Capivari da Mata (Ituverava)                      |            |
|      | São Benedito da Cachoeirinha (Ituverava)          |            |
| 109º | Pindamonhangaba                                   | 746,0      |
| 110º | Pedregulho                                        | 744,0      |
|      | Alto Porã (Pedregulho)                            |            |
|      | Igaçaba (Pedregulho)                              |            |
| 111º | Descalvado                                        | 743,0      |
| 112º | Santo Anastácio                                   | 743,0      |
|      | Ribeirão dos Índios (Santo Anastácio)             |            |
| 113º | Paraibuna                                         | 739,0      |
| 114º | Santa Rita do Passa Quatro                        | 738,0      |
|      | Jacirendi (Santa Rita do Passa Quatro)            |            |
| 115º | São Luís do Paraitinga                            | 737,0      |
|      | Catuçaba (São Luís do Paraitinga)                 |            |
| 116º | Assis                                             | 733,0      |
|      | Tarumã (Assis)                                    |            |
| 117º | Anhembi                                           | 728,0      |
|      | Pirambóia (Anhembi)                               |            |
| 118º | Pirassununga                                      | 722,0      |
| 119º | Boa Esperança do Sul                              | 721,0      |
|      | Trabiju (Boa Esperança do Sul)                    |            |
| 120º | Monte Aprazível                                   | 713,0      |
|      | Engenheiro Balduíno (Monte Aprazível)             |            |
|      | Itaiúba (Monte Aprazível)                         |            |
|      | Junqueira (Monte Aprazível)                       |            |
|      | Sebastianópolis do Sul (Monte Aprazível)          |            |
|      | Vila União (Monte Aprazível)                      |            |
| 121º | Penápolis                                         | 710,0      |
| 122º | Jaboticabal                                       | 704,0      |
|      | Córrego Rico (Jaboticabal)                        |            |
|      | Lusitânia (Jaboticabal)                           |            |
| 123º | São José do Rio Preto                             | 702,0      |
|      | Borboleta (São José do Rio Preto)                 |            |
|      | Engenheiro Schmidt (São José do Rio Preto)        |            |
|      | Ipiguá (São José do Rio Preto)                    |            |
|      | Talhado (São José do Rio Preto)                   |            |
| 124º | Palestina                                         | 700,0      |
|      | Boturuna (Palestina)                              |            |
|      | Duplo Céu (Palestina)                             |            |
|      | Jurupeba (Palestina)                              |            |
| 125º | Pilar do Sul                                      | 695,0      |
| 126º | Ibitinga                                          | 694,0      |
|      | Cambaratiba (Ibitinga)                            |            |
| 127º | Rio Claro                                         | 691,0      |
|      | Ajapi (Rio Claro)                                 |            |
|      | Assistência (Rio Claro)                           |            |
|      | Ipeúna (Rio Claro)                                |            |
| 128º | Jaú                                               | 687,0      |
|      | Potunduva (Jaú)                                   |            |
| 129º | Matão                                             | 682,0      |
|      | Dobrada (Matão)                                   |            |
|      | São Lourenço do Turvo (Matão)                     |            |
| 130º | Ubatuba                                           | 682,0      |
|      | Picinguaba (Ubatuba)                              |            |
| 131º | Bebedouro                                         | 676,0      |
|      | Botafogo (Bebedouro)                              |            |
|      | Turvínia (Bebedouro)                              |            |
| 132º | Baurú                                             | 674,0      |
|      | Tibiriçá (Baurú)                                  |            |
| 133º | Igarapava                                         | 668,0      |
|      | Aramina (Igarapava)                               |            |
| 134º | Bofete                                            | 645,0      |
| 135º | Itu                                               | 642,0      |
|      | Pirapitingui (Itu)                                |            |
| 136º | Guaraci                                           | 636,0      |
| 137º | Getulina                                          | 635,0      |
|      | Macucos (Getulina)                                |            |
|      | Santa América (Getulina)                          |            |
| 138º | Patrocínio Paulista                               | 635,0      |
| 139º | Riolândia                                         | 634,0      |
| 140º | Pedro de Toledo                                   | 631,0      |
| 141º | Garça                                             | 625,0      |
|      | Alvinlândia (Garça)                               |            |
|      | Jafa (Garça)                                      |            |
| 142º | Nhandeara                                         | 624,0      |
|      | Floreal (Nhandeara)                               |            |
| 143º | Sorocaba                                          | 616,0      |
|      | Brigadeiro Tobias (Sorocaba)                      |            |
|      | Éden (Sorocaba)                                   |            |
|      | Votorantim (Sorocaba)                             |            |
| 144º | Itajobi                                           | 614,0      |
|      | Marapoama (Itajobi)                               |            |
| 145º | Nova Aliança                                      | 614,0      |
|      | Adolfo (Nova Aliança)                             |            |
|      | Mendonça (Nova Aliança)                           |            |
|      | Nova Itapirema (Nova Aliança)                     |            |
| 146º | Araras                                            | 610,0      |
| 147º | Taubaté                                           | 609,0      |
|      | Quiririm (Taubaté)                                |            |
| 148º | Planalto                                          | 608,0      |
|      | Zacarias (Planalto)                               |            |
| 149º | Tambaú                                            | 607,0      |
| 150º | Junqueirópolis                                    | 601,0      |
| 151º | Dois Córregos                                     | 599,0      |
|      | Guarapuã (Dois Córregos)                          |            |
| 152º | Capivari                                          | 595,0      |
|      | Mombuca (Capivari)                                |            |
|      | Rafard (Capivari)                                 |            |
| 153º | Cândido Mota                                      | 591,0      |
| 154º | São José do Barreiro                              | 591,0      |
| 155º | Fartura                                           | 587,0      |
|      | Taguaí (Fartura)                                  |            |
| 156º | Presidente Prudente                               | 585,0      |
|      | Ameliópolis (Presidente Prudente)                 |            |
|      | Eneida (Presidente Prudente)                      |            |
|      | Floresta do Sul (Presidente Prudente)             |            |
|      | Montalvão (Presidente Prudente)                   |            |
| 157º | Buritama                                          | 584,0      |
|      | Turiúba (Buritama)                                |            |
| 158º | Votuporanga                                       | 580,0      |
|      | Parisi (Votuporanga)                              |            |
|      | Simonsen (Votuporanga)                            |            |
| 159º | Limeira                                           | 579,0      |
| 160º | Cerqueira César                                   | 574,0      |
| 161º | Guareí                                            | 569,0      |
| 162º | Porto Feliz                                       | 569,0      |
| 163º | Itirapina                                         | 567,0      |
|      | Itaqueri da Serra (Itirapina)                     |            |
| 164º | Lins                                              | 566,0      |
|      | Guapiranga (Lins)                                 |            |
| 165º | Ipuã                                              | 564,0      |
| 166º | Auriflama                                         | 562,0      |
| 167º | Osvaldo Cruz                                      | 562,0      |
|      | Lagoa Azul (Osvaldo Cruz)                         |            |
|      | Sagres (Osvaldo Cruz)                             |            |
|      | Salmourão (Osvaldo Cruz)                          |            |
| 168º | Araçoiaba da Serra                                | 561,0      |
|      | Bacaetava (Araçoiaba da Serra)                    |            |
|      | Capela do Alto (Araçoiaba da Serra)               |            |
| 169º | Avanhandava                                       | 556,0      |
|      | Barbosa (Avanhandava)                             |            |
| 170º | Taciba                                            | 553,0      |
| 171º | Iacanga                                           | 552,0      |
| 172º | Borborema                                         | 549,0      |
| 173º | Lavínia                                           | 546,0      |
|      | Tabajara (Lavínia)                                |            |
| 174º | Birigui                                           | 542,0      |
| 175º | Mirassol                                          | 535,0      |
|      | Jaci (Mirassol)                                   |            |
|      | Mirassolândia (Mirassol)                          |            |
|      | Ruilândia (Mirassol)                              |            |
| 176º | Avaí                                              | 534,0      |
|      | Nogueira (Avaí)                                   |            |
| 177º | Guaraçai                                          | 529,0      |
| 178º | Itapira                                           | 529,0      |
|      | Barão Ataliba Nogueira (Itapira)                  |            |
|      | Eleutério (Itapira)                               |            |
| 179º | Palmital                                          | 523,0      |
|      | Sussuí (Palmital)                                 |            |
| 180º | Catanduva                                         | 520,0      |
|      | Catiguá (Catanduva)                               |            |
|      | Elisiário (Catanduva)                             |            |
| 181º | Cotia                                             | 515,0      |
|      | Caucaia do Alto (Cotia)                           |            |
|      | Itapevi (Cotia)                                   |            |
|      | Jandira (Cotia)                                   |            |
| 182º | Echaporã                                          | 511,0      |
| 183º | São Sebastião                                     | 507,0      |
|      | Maresias (São Sebastião)                          |            |
| 184º | Caiuá                                             | 505,0      |
| 185º | Jardinópolis                                      | 504,0      |
|      | Jurucê (Jardinópolis)                             |            |
| 186º | Pitangueiras                                      | 502,0      |
|      | Ibitiúva (Pitangueiras)                           |            |
|      | Taquaral (Pitangueiras)                           |            |
| 187º | São João da Boa Vista                             | 500,0      |
| 188º | Flórida Paulista                                  | 497,0      |
|      | Atlântida (Flórida Paulista)                      |            |
|      | Indaiá do Aguapeí (Flórida Paulista)              |            |
| 189º | Dracena                                           | 490,0      |
|      | Jaciporã (Dracena)                                |            |
|      | Jamaica (Dracena)                                 |            |
| 190º | Mogi Mirim                                        | 484,0      |
| 191º | Guarantã                                          | 483,0      |
| 192º | Arealva                                           | 480,0      |
|      | Jacuba (Arealva)                                  |            |
| 193º | Atibaia                                           | 478,0      |
| 194º | Lutécia                                           | 478,0      |
| 195º | Campos Novos Paulista                             | 473,0      |
| 196º | Ribeirão Bonito                                   | 472,0      |
|      | Guarapiranga (Ribeirão Bonito)                    |            |
| 197º | Lorena                                            | 470,0      |
| 198º | Piquerobi                                         | 469,0      |
| 199º | Itatiba                                           | 468,0      |
|      | Morungaba (Itatiba)                               |            |
| 200º | Socorro                                           | 468,0      |
| 201º | Conchas                                           | 465,0      |
|      | Juquiratiba (Conchas)                             |            |
| 202º | Caconde                                           | 464,0      |
|      | Barrânia (Caconde)                                |            |
| 203º | Amparo                                            | 463,0      |
|      | Arcadas (Amparo)                                  |            |
| 204º | Jacareí                                           | 463,0      |
| 205º | Aguaí                                             | 462,0      |
| 206º | Gália                                             | 460,0      |
|      | Fernão (Gália)                                    |            |
| 207º | Cosmorama                                         | 458,0      |
| 208º | Américo de Campos                                 | 457,0      |
|      | Pontes Gestal (Américo de Campos)                 |            |
| 209º | Lucélia                                           | 457,0      |
|      | Ibirapuera (Lucélia)                              |            |
|      | Pracinha (Lucélia)                                |            |
| 210º | Santa Isabel                                      | 457,0      |
|      | Arujá (Santa Isabel)                              |            |
| 211º | Tietê                                             | 453,0      |
|      | Jumirim (Tietê)                                   |            |
| 212º | Taquarituba                                       | 451,0      |
| 213º | Monte Alto                                        | 449,0      |
|      | Aparecida de Monte Alto (Monte Alto)              |            |
|      | Vista Alegre do Alto (Monte Alto)                 |            |
| 214º | Caraguatatuba                                     | 443,0      |
| 215º | São Bernardo do Campo                             | 443,0      |
|      | Diadema (São Bernardo do Campo)                   |            |
|      | Riacho Grande (São Bernardo do Campo)             |            |
| 216º | Nazaré Paulista                                   | 442,0      |
|      | Bom Jesus dos Perdões (Nazaré Paulista)           |            |
| 217º | Tabapuã                                           | 438,0      |
|      | Novais (Tabapuã)                                  |            |
| 218º | Bariri                                            | 434,0      |
| 219º | Guariba                                           | 434,0      |
|      | Pradópolis (Guariba)                              |            |
| 220º | Adamantina                                        | 433,0      |
| 221º | Salesópolis                                       | 427,0      |
| 222º | Tupi Paulista                                     | 424,0      |
|      | Guaraciaba d'Oeste (Tupi Paulista)                |            |
|      | Nova Guataporanga (Tupi Paulista)                 |            |
|      | Oásis (Tupi Paulista)                             |            |
|      | São João do Pau d'Alho (Tupi Paulista)            |            |
| 223º | Silveiras                                         | 412,0      |
| 224º | Santana de Parnaíba                               | 410,0      |
|      | Cajamar (Santana de Parnaíba)                     |            |
|      | Pirapora do Bom Jesus (Santana de Parnaíba)       |            |
| 225º | São José do Rio Pardo                             | 407,0      |
| 226º | Reginópolis                                       | 405,0      |
| 227º | Sertãozinho                                       | 405,0      |
|      | Cruz das Posses (Sertãozinho)                     |            |
| 228º | Colina                                            | 404,0      |
| 229º | Leme                                              | 403,0      |
| 230º | São Bento do Sapucaí                              | 398,0      |
|      | Santo Antônio do Pinhal (São Bento do Sapucaí)    |            |
| 231º | Paulicéia                                         | 394,0      |
| 232º | Pinhal                                            | 394,0      |
| 233º | Piratininga                                       | 392,0      |
| 234º | Laranjal Paulista                                 | 387,0      |
|      | Laras (Laranjal Paulista)                         |            |
|      | Maristela (Laranjal Paulista)                     |            |
| 235º | Quintana                                          | 384,0      |
|      | Pontana (Quintana)                                |            |
| 236º | Clementina                                        | 383,0      |
|      | Lauro Penteado (Clementina)                       |            |
|      | Santópolis do Aguapeí (Clementina)                |            |
| 237º | Parapuã                                           | 381,0      |
| 238º | Pontal                                            | 380,0      |
|      | Cândia (Pontal)                                   |            |
| 239º | Caçapava                                          | 378,0      |
| 240º | Joanópolis                                        | 377,0      |
| 241º | Tabatinga                                         | 375,0      |
| 242º | Piracaia                                          | 374,0      |
|      | Batatuba (Piracaia)                               |            |
| 243º | Icém                                              | 371,0      |
| 244º | Braúna                                            | 370,0      |
|      | Luiziânia (Braúna)                                |            |
| 245º | Pariquera-Açu                                     | 370,0      |
| 246º | Ribeirão Vermelho do Sul                          | 368,0      |
| 247º | Sarapuí                                           | 363,0      |
| 248º | Bocaina                                           | 361,0      |
| 249º | Salto Grande                                      | 361,0      |
|      | Ribeirão dos Pintos (Salto Grande)                |            |
| 250º | Rinópolis                                         | 360,0      |
| 251º | Álvares Machado                                   | 359,0      |
|      | Coronel Goulart (Álvares Machado)                 |            |
| 252º | Guará                                             | 359,0      |
|      | Pioneiros (Guará)                                 |            |
| 253º | Santa Adélia                                      | 346,0      |
|      | Botelho (Santa Adélia)                            |            |
|      | Ururaí (Santa Adélia)                             |            |
| 254º | Macaubal                                          | 345,0      |
|      | Monções (Macaubal)                                |            |
| 255º | Porangaba                                         | 345,0      |
|      | Torre de Pedra (Porangaba)                        |            |
| 256º | Guapiara                                          | 344,0      |
| 257º | Álvares Florence                                  | 341,0      |
| 258º | Potirendaba                                       | 341,0      |
| 259º | Monteiro Lobato                                   | 338,0      |
| 260º | Panorama                                          | 338,0      |
| 261º | Coroados                                          | 337,0      |
|      | Brejo Alegre (Coroados)                           |            |
| 262º | Ilhabela                                          | 336,0      |
|      | Cambaquara (Ilhabela)                             |            |
|      | Paranabi (Ilhabela)                               |            |
| 263º | Nuporanga                                         | 335,0      |
| 264º | Guarulhos                                         | 334,0      |
| 265º | Artur Nogueira                                    | 331,0      |
| 266º | Platina                                           | 331,0      |
| 267º | São Joaquim da Barra                              | 324,0      |
| 268º | Urupês                                            | 324,0      |
|      | São João de Itaguaçu (Urupês)                     |            |
| 269º | Torrinha                                          | 323,0      |
| 270º | Santa Cruz das Palmeiras                          | 322,0      |
| 271º | Florínea                                          | 319,0      |
| 272º | Redenção da Serra                                 | 317,0      |
| 273º | Anhumas                                           | 314,0      |
| 274º | Cruzeiro                                          | 314,0      |
| 275º | Sabino                                            | 313,0      |
| 276º | Analândia                                         | 312,0      |
| 277º | Pacaembu                                          | 311,0      |
|      | Águas Claras do Sul (Pacaembu)                    |            |
| 278º | Alto Alegre                                       | 310,0      |
|      | São Martinho d'Oeste (Alto Alegre)                |            |
| 279º | Sales Oliveira                                    | 310,0      |
| 280º | Presidente Alves                                  | 308,0      |
|      | Guaricanga (Presidente Alves)                     |            |
| 281º | Mairiporã                                         | 307,0      |
| 282º | Areias                                            | 304,0      |
| 283º | Magda                                             | 304,0      |
| 284º | Cravinhos                                         | 302,0      |
| 285º | Orlândia                                          | 302,0      |
| 286º | Igaratá                                           | 301,0      |
| 287º | Ubirajara                                         | 301,0      |
| 288º | Santo Antônio da Alegria                          | 300,0      |
| 289º | Guapiaçu                                          | 299,0      |
| 290º | Indaiatuba                                        | 299,0      |
| 291º | Indiaporã                                         | 297,0      |
| 292º | Ouro Verde                                        | 297,0      |
|      | Arabela (Ouro Verde)                              |            |
| 293º | Ibaté                                             | 296,0      |
| 294º | Itariri                                           | 295,0      |
|      | Ana Dias (Itariri)                                |            |
| 295º | São Vicente                                       | 295,0      |
|      | Solemar (São Vicente)                             |            |
| 296º | Brodósqui                                         | 294,0      |
| 297º | Herculândia                                       | 294,0      |
|      | Juliânia (Herculândia)                            |            |
| 298º | São José da Bela Vista                            | 293,0      |
| 299º | Franco da Rocha                                   | 292,0      |
|      | Caieiras (Franco da Rocha)                        |            |
|      | Francisco Morato (Franco da Rocha)                |            |
| 300º | Bento de Abreu                                    | 290,0      |
| 301º | Santa Branca                                      | 289,0      |
| 302º | Campos do Jordão                                  | 288,0      |
| 303º | Bilac                                             | 285,0      |
|      | Gabriel Monteiro (Bilac)                          |            |
| 304º | Boituva                                           | 284,0      |
|      | Iperó (Boituva)                                   |            |
| 305º | Santa Rosa de Viterbo                             | 284,0      |
| 306º | Serra Azul                                        | 284,0      |
| 307º | Ourinhos                                          | 282,0      |
| 308º | Rincão                                            | 280,0      |
| 309º | Ibirá                                             | 279,0      |
| 310º | Cachoeira Paulista                                | 277,0      |
| 311º | Guaiçara                                          | 273,0      |
| 312º | Duartina                                          | 272,0      |
| 313º | Uchôa                                             | 271,0      |
| 314º | Glicério                                          | 270,0      |
|      | Juritis (Glicério)                                |            |
| 315º | Irapuã                                            | 270,0      |
| 316º | Santa Bárbara d'Oeste                             | 270,0      |
| 317º | Buritizal                                         | 268,0      |
| 318º | Cabreúva                                          | 267,0      |
| 319º | Vargem Grande do Sul                              | 267,0      |
| 320º | Monte Azul Paulista                               | 265,0      |
|      | Marcondésia (Monte Azul Paulista)                 |            |
| 321º | Corumbataí                                        | 264,0      |
| 322º | Guararema                                         | 262,0      |
| 323º | Cajobi                                            | 261,0      |
|      | Embaúba (Cajobi)                                  |            |
|      | Monte Verde Paulista (Cajobi)                     |            |
| 324º | Monte Castelo                                     | 261,0      |
| 325º | Salto de Pirapora                                 | 260,0      |
| 326º | Ibirarema                                         | 257,0      |
| 327º | Lagoinha                                          | 257,0      |
| 328º | Rubiácea                                          | 257,0      |
|      | Caramurú (Rubiácea)                               |            |
| 329º | Itapuí                                            | 253,0      |
|      | Boracéia (Itapuí)                                 |            |
| 330º | Vera Cruz                                         | 251,0      |
| 331º | Regente Feijó                                     | 250,0      |
|      | Espigão (Regente Feijó)                           |            |
| 332º | Jaborandi                                         | 248,0      |
| 333º | Irapuru                                           | 247,0      |
| 334º | Divinolândia                                      | 246,0      |
| 335º | Porto Ferreira                                    | 246,0      |
| 336º | Chavantes                                         | 243,0      |
|      | Canitar (Chavantes)                               |            |
|      | Irapé (Chavantes)                                 |            |
| 337º | Queluz                                            | 242,0      |
| 338º | Aparecida                                         | 241,0      |
|      | Roseira (Aparecida)                               |            |
| 339º | Bernardino de Campos                              | 239,0      |
| 340º | Cabrália Paulista                                 | 236,0      |
| 341º | Monte Mor                                         | 236,0      |
| 342º | Pereiras                                          | 236,0      |
| 343º | Itaju                                             | 235,0      |
| 344º | São Sebastião da Grama                            | 235,0      |
| 345º | Caiabu                                            | 233,0      |
|      | Esperança d'Oeste (Caiabu)                        |            |
|      | Iubatinga (Caiabu)                                |            |
| 346º | Gastão Vidigal                                    | 228,0      |
|      | Nova Luzitânia (Gastão Vidigal)                   |            |
| 347º | Oriente                                           | 228,0      |
| 348º | Tapiratiba                                        | 228,0      |
| 349º | Flora Rica                                        | 227,0      |
| 350º | Terra Roxa                                        | 227,0      |
| 351º | Macatuba                                          | 225,0      |
| 352º | Piacatu                                           | 224,0      |
| 353º | Viradouro                                         | 222,0      |
| 354º | Rio das Pedras                                    | 221,0      |
| 355º | Cedral                                            | 218,0      |
| 356º | Ariranha                                          | 217,0      |
|      | Jaguateí (Ariranha)                               |            |
| 357º | Guaimbé                                           | 216,0      |
| 358º | Neves Paulista                                    | 215,0      |
|      | Barra Dourada (Neves Paulista)                    |            |
|      | Miraluz (Neves Paulista)                          |            |
| 359º | Alfredo Marcondes                                 | 213,0      |
|      | Santo Expedito (Alfredo Marcondes)                |            |
| 360º | Conchal                                           | 212,0      |
| 361º | Murutinga do Sul                                  | 212,0      |
| 362º | Oscar Bressane                                    | 212,0      |
| 363º | Sumaré                                            | 211,0      |
|      | Hortolândia (Sumaré)                              |            |
| 364º | Americana                                         | 206,0      |
|      | Nova Odessa (Americana)                           |            |
| 365º | Elias Fausto                                      | 203,0      |
|      | Cardeal (Elias Fausto)                            |            |
| 366º | Serra Negra                                       | 203,0      |
| 367º | Dourado                                           | 202,0      |
| 368º | Óleo                                              | 201,0      |
|      | Batista Botelho (Óleo)                            |            |
| 369º | Timburi                                           | 201,0      |
| 370º | Jarinú                                            | 200,0      |
| 371º | Jambeiro                                          | 198,0      |
| 372º | Mineiros do Tietê                                 | 198,0      |
| 373º | Ipauçu                                            | 195,0      |
| 374º | Pirangi                                           | 194,0      |
| 375º | Lucianópolis                                      | 191,0      |
| 376º | Mariápolis                                        | 191,0      |
| 377º | Tremembé                                          | 185,0      |
| 378º | Pongaí                                            | 183,0      |
| 379º | Santo André                                       | 182,0      |
|      | Paranapiacaba (Santo André)                       |            |
| 380º | Pindorama                                         | 181,0      |
|      | Roberto (Pindorama)                               |            |
| 381º | Charqueada                                        | 179,0      |
| 382º | Cosmópolis                                        | 178,0      |
| 383º | Manduri                                           | 175,0      |
|      | São Berto (Manduri)                               |            |
| 384º | Fernando Prestes                                  | 174,0      |
|      | Agulha (Fernando Prestes)                         |            |
| 385º | Bastos                                            | 173,0      |
| 386º | Paraíso                                           | 173,0      |
| 387º | Rifaina                                           | 172,0      |
| 388º | Piquete                                           | 170,0      |
| 389º | Valentim Gentil                                   | 170,0      |
| 390º | Nova Europa                                       | 169,0      |
| 391º | Santa Mercedes                                    | 168,0      |
|      | Terra Nova d'Oeste (Santa Mercedes)               |            |
| 392º | Lavrinhas                                         | 167,0      |
|      | Pinheiros (Lavrinhas)                             |            |
| 393º | Suzano                                            | 167,0      |
| 394º | Salto                                             | 160,0      |
| 395º | Álvaro de Carvalho                                | 157,0      |
| 396º | Águas da Prata                                    | 155,0      |
|      | São Roque da Fartura (Águas da Prata)             |            |
| 397º | Itirapuã                                          | 154,0      |
| 398º | Nipoã                                             | 154,0      |
| 399º | Lupércio                                          | 149,0      |
| 400º | Cubatão                                           | 148,0      |
| 401º | Santa Cruz da Conceição                           | 148,0      |
| 402º | Santo Antônio de Posse                            | 147,0      |
| 403º | Barrinha                                          | 144,0      |
| 404º | Uru                                               | 144,0      |
| 405º | Barra Bonita                                      | 142,0      |
| 406º | Indiana                                           | 138,0      |
| 407º | Poloni                                            | 138,0      |
| 408º | Ribeirão Pires                                    | 138,0      |
|      | Icatuaçu (Ribeirão Pires)                         |            |
|      | Iupeba (Ribeirão Pires)                           |            |
| 409º | Guarujá                                           | 137,0      |
|      | Vicente de Carvalho (Guarujá)                     |            |
| 410º | Bálsamo                                           | 135,0      |
| 411º | Vinhedo                                           | 134,0      |
|      | Louveira (Vinhedo)                                |            |
| 412º | Severínia                                         | 132,0      |
| 413º | Taiúva                                            | 130,0      |
| 414º | Júlio Mesquita                                    | 128,0      |
| 415º | Serrana                                           | 128,0      |
| 416º | Cerquilho                                         | 126,0      |
| 417º | Cordeirópolis                                     | 123,0      |
| 418º | Monte Alegre do Sul                               | 117,0      |
| 419º | Jaguariúna                                        | 116,0      |
| 420º | Pedreira                                          | 116,0      |
| 421º | Valinhos                                          | 111,0      |
| 422º | Taiaçu                                            | 107,0      |
| 423º | Iracemápolis                                      | 105,0      |
| 424º | Santo Antônio do Jardim                           | 104,0      |
| 425º | Santa Gertrudes                                   | 100,0      |
| 426º | Balbinos                                          | 94,0       |
| 427º | Igaraçu do Tietê                                  | 86,0       |
| 428º | Itaquaquecetuba                                   | 83,0       |
| 429º | Águas de Lindóia                                  | 81,0       |
|      | Lindóia (Águas de Lindóia)                        |            |
| 430º | Barueri                                           | 68,0       |
|      | Aldeia (Barueri)                                  |            |
|      | Carapicuíba (Barueri)                             |            |
| 431º | Mauá                                              | 67,0       |
| 432º | Poá                                               | 35,0       |
| 433º | Ferraz de Vasconcelos                             | 18,0       |
| 434º | São Caetano do Sul                                | 11,0       |
| 435º | Águas de São Pedro                                | 3,0        |